# Finde (película)
Finde es una película de Comedia de terror argentina de 2021 dirigida por Nano Garay Santaló. Narra la historia de una pareja que va a pasar un fin de semana en una estancia, donde los dueños los atormentarán bajo intenciones siniestras. Está protagonizada por Malena Pichot, Julián Lucero, Leonardo Sbaraglia y Paula Grinszpan. La película se estrenó el 3 de septiembre de 2021 por la plataforma Futurock.com. El 27 de octubre de 2022, la película fue lanzada en el catálogo de la plataforma Flow.

## Sinopsis
Agostina y Santiago son una pareja que están estresados por el confinamiento a causa de la pandemia de COVID-19, de su monoambiente y la rutina laboral, por lo cual, deciden pasar un fin de semana en el campo, donde los dueños del lugar les ofrecen alojarse con ellos y atenderlos, pero detrás de su oferta se esconden maliciosas intenciones que no esperan.

## Elenco
- Malena Pichot como Agostina
- Julián Lucero como Santiago
- Leonardo Sbaraglia como Emiliano
- Paula Grinszpan como Lorena
- Julián Kartún como Cristian
- Pablo Fusco como Jefe
- Fernando Cacurri como Sergio
- Vanesa Strauch como Estela

## Recepción

### Comentarios de la crítica
En el sitio web Todas las críticas, la película posee una aprobación del 67% basado en 3 reseñas. Rolando Gallego de Escribiendo cine señaló que «Garay Santaló dirige con solvencia y pericia, pero también con vuelo y originalidad», en tanto que Pichot junto a Lucero logra «potenciar todas sus manías e histrionismo al punto de revalidar su título de reina de la comedia» y «Sbaraglia se anima a una interpretación desbordada, potente, al igual que Grinzpan, que revela en una doble composición única, su oficio y pasión». La página Cinéfilos destacó que el filme «buen trabajo de guion» y que se trata de «una gran comedia con tintes de terror que mantiene al espectador 90 minutos en vilo».
En una reseña para Funcinema, Nicolás Pratto escribió que es «una película divertida que aprovecha los momentos de tensión en situaciones incómodas para elaborar su comedia» y resaltó la buenas interpretaciones de Grinszpan y Sbaraglia. Sami Schuster de Cinéfilo serial resaltó que la cinta ofrece «una historia tan atrapante como entretenida» con «chistes atinados, absurdos, ingeniosos e irreverentes», donde también «se nota su buen timing para la comedia en sus logradas interpretaciones».

### Premios y nominaciones
| Lista de premios y nominaciones | Lista de premios y nominaciones | Lista de premios y nominaciones | Lista de premios y nominaciones | Lista de premios y nominaciones | Lista de premios y nominaciones |
| Año                             | Organización                    | Categoría                       | Nominado/a(s)                   | Resultado                       | Ref(s)                          |
| ------------------------------- | ------------------------------- | ------------------------------- | ------------------------------- | ------------------------------- | ------------------------------- |
| 2021                            | Premios Sur                     | Mejor actriz revelación         | Malena Pichot                   | Nominada                        | [ 11 ]                          |